# Sabiduría garantizada
Sabiduría garantizada o Iluminación garantizada (título original: Erleuchtung garantiert) es una película realizada por la cineasta alemana Doris Dörrie en el año 2000.

## Reparto
- Heiner Lauterbach: Heiner
- Anica Dobra: Anica
- Gustav-Peter Wöhler: Gustav
- Ulrike Kriener: Ulrike
- Uwe Ochsenknecht: Uwe
- Petra Zieser: Petra
- Wilson González Ochsenknecht: Wilson
- Jimi Blue Ochsenknecht: Jimi

## Argumento
Es una roadmovie acerca de dos hombres, Uwe y Gustav, que recurren a un monasterio budista para encontrarse a sí mismos.
La esposa de Uwe lo abandona porque él solo dedica tiempo a su trabajo y a sí mismo, sin preocuparse por su mujer ni por sus hijos. Por eso ella no encuentra sentido a seguir viviendo juntos. Esto es un shock para Uwe y acude a su hermano Gustav, casado con Ulrike. Gustav es una especie de arquitecto de interiores feng shui y parece como si tampoco estuviera contento con su vida. Los dos deciden ir en avión a Japón para visitar un monasterio budista zen.
Una vez en Japón, parece que el viaje va a ser un desastre. Al principio ambos se pierden, y se encuentran más tarde con la ayuda de una emigrante alemana. Luego, después de una discusión inicial, deciden irse a este monasterio budista en busca de la sabiduría.
Uwe, que al principio no se pudo entusiasmar por el viaje porque sólo se fue a Japón a causa de la separación de su esposa y sus problemas con el alcohol, se convence pronto de que quizás las lecciones puedan servirle. Los hermanos discuten otra vez pero se reconcilian más tarde.
Después de 10 días en los que los hermanos, aparte de rezar y purificarse, tuvieron también que limpiar el monasterio, se conocen un poco mejor a sí mismos. Además, Gustav confiesa a su hermano que es gay y parece que encuentra la armonía consigo mismo. Pero lo que en este momento no sabe es que su mujer le engaña.
Los nombres de los personajes son los verdaderos nombres de los actores.
Según una entrevista realizada a la directora y a los actores que se incluye en el DVD, la película se rodó con un guion que sólo describe un desarrollo de la acción a grandes rasgos. Durante su estancia en el monasterio de Monzen, los actores participaron en la vida cotidiana de los monjes y la cámara se limitó a observarlos.

## Premios
La película recibió en el año 2000 dos veces el premio de televisión bávara (Bayerischer Filmpreis), el Premio de Productor (Produzentenpreis) y el Premio de Actor (Darstellerpreis) para Uwe Ochsenknecht.
- Datos: Q322612